# Kwelkade

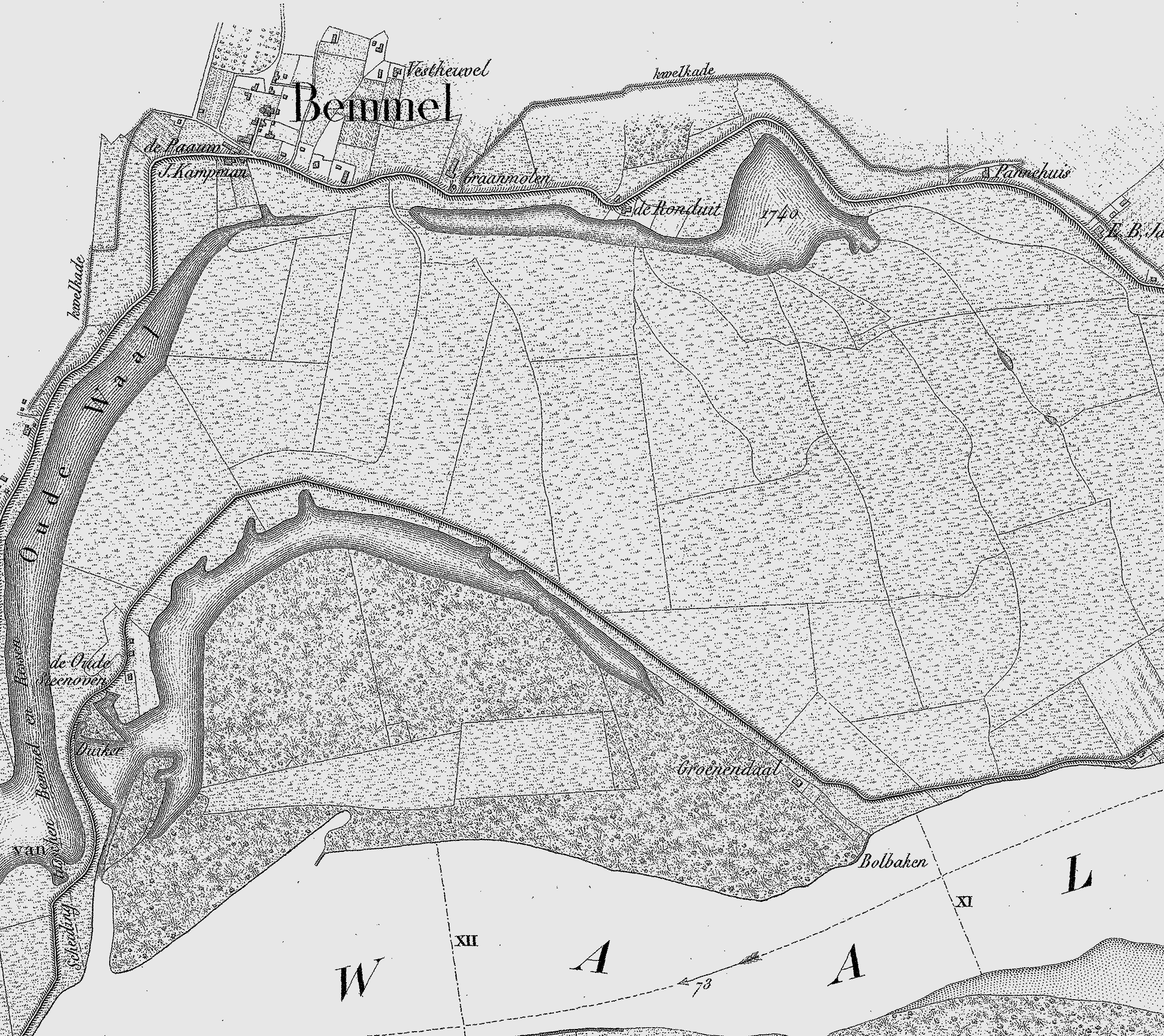
Kwelkade bij Bemmel in 1830

Een kwelkade of kweldam is een aan de binnenkant van de rivierdijk aangelegde kade, die evenwijdig aan de dijk loopt maar met zijn uiteinden daarop aansluit. Rivierwater kwelt onder de dijk door via lagen van grof zand en grind – de zogenaamde kwelbanen – en de doorlatendheid daarvan is vaak toegenomen door dijk- of oeverwaldoorbraken uit soms lang vervlogen tijden. Het binnen de kwelkade gelegen gebied vangt bij hoge rivierwaterstanden als eerste het onder de dijk doorsijpelende kwelwater op, zodat een reservoir ontstaat dat door tegendruk het 'kwellen' zo veel mogelijk moet beperken. Omdat hierop ten bate van lager gelegen gebieden wateroverlast kunstmatig in stand gehouden wordt, waren de gronden binnen kwelkaden vanouds vrijgesteld van waterschapslasten. Dat privilege is bij de reorganisaties van de laatste decennia verdwenen. 

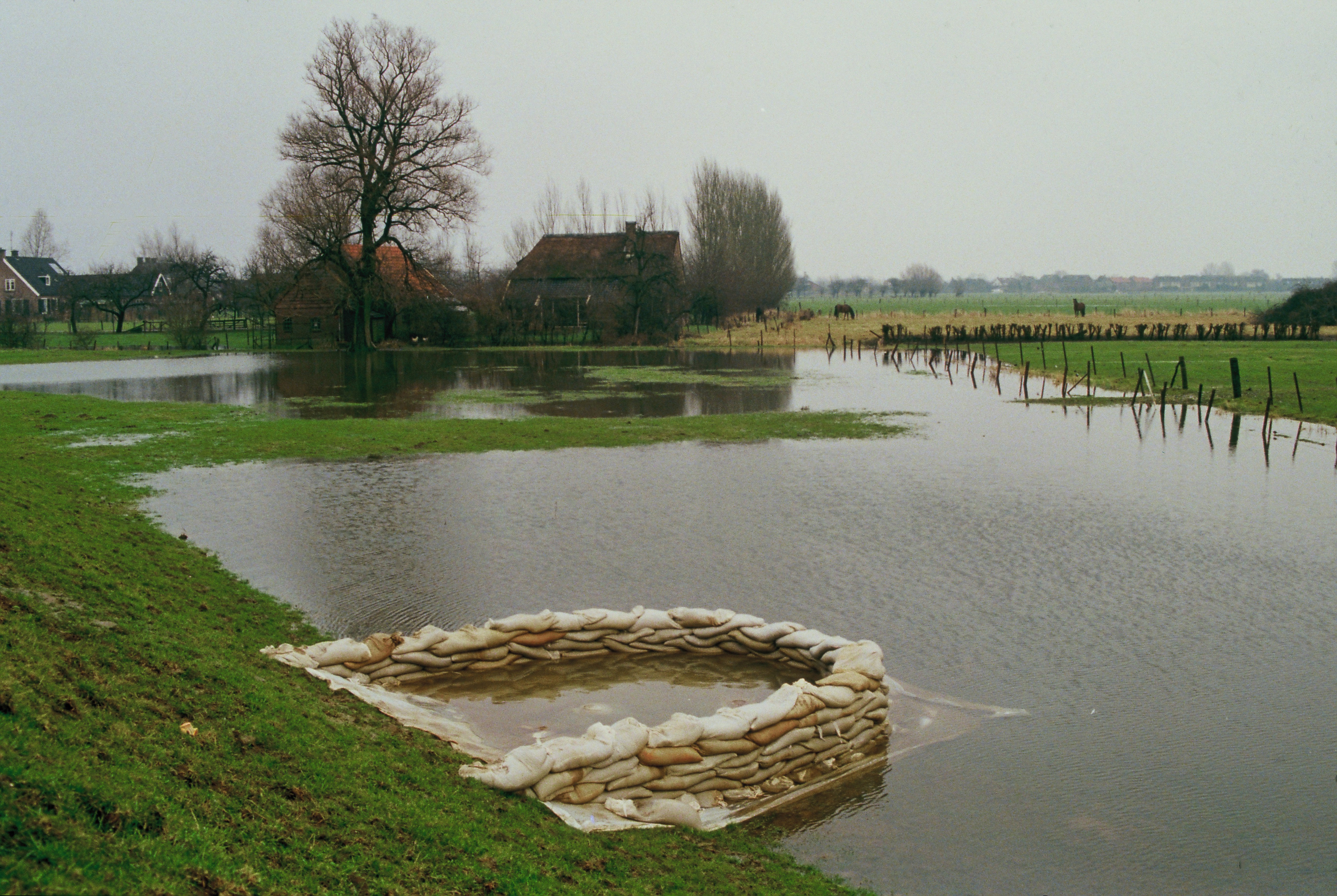
Alhoewel niet erg duidelijk op deze foto, maar tussen het door kwelwater ondergelopen gebied en de boerderij ligt een kwelkade; links op de foto is de rivierdijk met daarachter een opgekiste wel.

Het Rivierengebied is rijk bedeeld met kwelkaden en kweldammen - allemaal getuigen van de strijd tegen het water. De permanente bewoners die de laaggelegen gronden in cultuur brachten, legden al kweldammen aan. In het archief van het Utrechtse Domkapittel is een overeenkomst te vinden met Jan van Arckel van 11 april 1284 waarin te lezen is ‘Ende aen dien Leckedijcke sal men houden also gedaene queldamme’.